# 에딩턴 전투
에딩턴 전투(Battle of Edington)는 878년 5월 6일에서 12일 사이 앵글로색슨 군대를 이끌던 웨식스의 앨프레드 대왕이 이교도 대군세를 이끌던 데인족의 구스룸을 패배시킨 전투로, 같은 해에 웨드모어 조약이 맺어지게 되는 결과를 가져왔다. 이 전투가 벌어진 곳은 오늘날의 에딩턴 지역으로 추정된다. 에탄둔 전투(Battle of Ethandun)라고도 불린다.

## 전투 이전의 사건들
앵글로색슨 잉글랜드에 대한 바이킹의 첫 번째 습격은 786년에서 802년 사이에 웨식스 왕국의 포틀랜드에서 일어났고, 세 척의 노르드 선박이 도착했다. 그들은 베오트릭 왕의 지방 행정관을 죽였다. 또한, 793년 노섬브리아 왕국에서 린디스판이라는 성스러운 섬이 습격당했다.
"올해는 노섬브리아인들의 땅에 끔찍한 경보가 내려졌고, 사람들을 비참하게 공포에 떨게 했다; 이것들은 과도한 회오리바람과 번개였다; 그리고 불타는 용들이 공중을 나는 것이 보였다. 곧 큰 기근이 이 징표들을 따랐고, 같은 해 1월 이데스가 있기 전인 6일, 이교도들의 유린으로 린디스판네에 있는 하나님의 교회가 강간과 살육을 통해 한탄스럽게 파괴되었다." -Giles 1914, ASC 793
린디스판 약탈 이후 바이킹들의 해안가 습격은 830년대까지 산발적으로 이루어졌고, 이 때 공격은 더욱 지속되었다. 835년, 이교도들이 셰페이를 약탈했다. 836년 웨식스의 에그버트는 카햄프턴에서 35척의 함선을 만났고, 838년에는 콘월의 힝스턴 다운에서 바이킹과 코니쉬맨의 연합군과 맞닥뜨렸다. 습격은 계속되었고 해가 거듭될수록 더욱 격렬해졌다. 865-866년에는 색슨족이 이교도 대군이라고 부르는 군대가 도착하면서 더욱 격화되었다. 연대기에는 군대의 규모가 기록되어 있지 않지만, 현대의 추정으로는 500명에서 1000명 사이라고 한다. 이 군대를 이전의 군대와 다르게 만든 것은 지도자들의 의도였다. 이 군대는 "정복과 거주라는 새로운 단계"를 시작했다. 870년까지 북군은 노섬브리아와 이스트앵글리아 왕국을 정복했고 871년에는 웨식스를 공격했다. 그 해 앵글로색슨 연대기에서 언급된 9개의 전투 중 단 1개만이 웨스트 색슨족의 승리였다. 올해 알프레드는 머튼 전투 이후 사망한 동생 에델레드의 뒤를 이었다. 머시아는 874년에 무너졌고, 육군의 결속력은 멸망과 함께 없어졌다. 할프단은 노섬브리아로 돌아가 픽트족과 스트라스클라이드족과 싸워 그의 북쪽 왕국을 확보했다. 구스룸은 다른 두 명의 익명의 왕들과 함께 이스트앵글리아의 케임브리지로 떠났다. 그는 875년부터 웨식스에 여러 차례 공격을 가했고, 마지막으로 치펜햄에 있는 겨울 요새에서 알프레드를 거의 사로잡을 뻔했다. 878년, 데인인들은 잉글랜드의 동쪽과 북동쪽을 점령했고, 애쉬다운 전투에서의 패배는 멈췄지만 그들의 진격을 멈추지 않았다. 앨프레드 대왕은 애설니의 서머셋 습지에서 에딩턴 전투를 앞두고 겨울을 보냈다. 878년 봄, 그는 웨스트 색슨 부대를 소집하여 에딩턴으로 진군했고, 그곳에서 그는 구스룸이 이끄는 덴마크인들과 전투에서 만났다.

## 전투 전 앨프레드 대왕의 상황
구스룸과 그의 부하들은 요새화된 마을을 점령하고 즉시 왕국을 떠날 것을 약속하는 대가로 돈을 포함하는 평화 조약을 기다리는 일반적인 덴마크 전략을 채택했다. 이 사건은 875년 구스룸의 군대가 "서색슨족 징집대를 피해 와레함(Wareham)으로 들어갔다"는 데서 시작되었다. 그리고 나서 그들은 알프레드에게 인질들과 나라를 떠날 것을 맹세했고 알프레드는 그들에게 돈을 지불했다. 데인족은 즉시 엑세테르로 도망쳐 알프레드 왕국으로 더 깊숙이 들어가 877년 가을 알프레드와의 "단호한 평화"를 맺었고, 그들은 알프레드 왕국을 떠나 돌아오지 않았다. 그들은 877년(그레고리력)의 나머지를 글로스터(머시아 왕국)에서 보냈다. 알프레드는 글로스터에서 30마일(50km) 떨어진 웨식스의 치펜햄에서 크리스마스를 보냈다. 덴마크군은 878년 1월 6일부터 7일까지 치펜햄을 공격했다. 그들은 치펜햄을 점령하고 알프레드를 "적은 병력으로" 황야로 후퇴시켰다.

## 전투

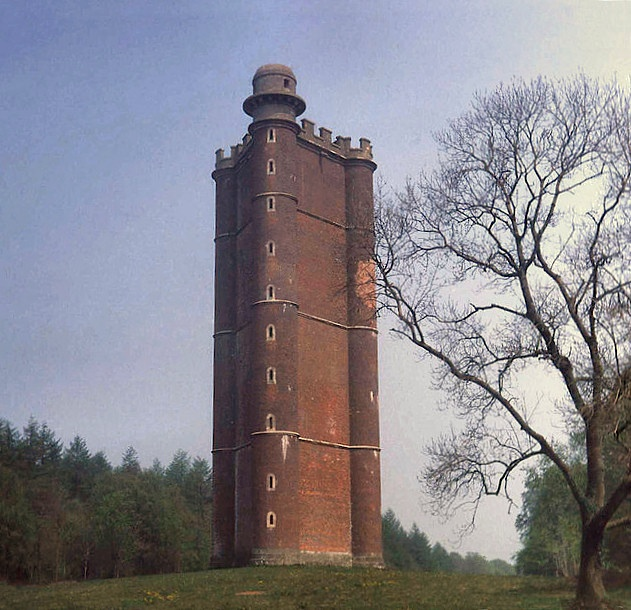
알프레드 왕 탑(1772)

알프레드는 치펜햄에 주둔한 소규모 군대와 함께 이전 전투에서 요새화된 진지를 방어하는 데 능숙하다는 것을 증명한 데인족으로부터 마을을 탈환할 수 없었다. 이 사실은 12일 밤 공격 이후 더욱 명확해졌다. 그래서 그는 남쪽으로 후퇴하여, 자신과 그의 군대를 다른 전투에 대비시키고, 그리고 나서 구스룸을 물리쳤다. 치펜햄에서 일어난 참사 이후 알프레드에 대해 우리가 처음 알게 된 것은 부활절 무렵, 그가 애설니( Athelney)에서 요새를 건설했을 때였다. 부활절 이후 7주째 되던 해 알프레드는 에그브라이흐테스탄(에그베르트의 돌)에 징집령을 내렸다. 아직 도망가지 않은 서머셋, 윌트셔, 햄프셔 등 주변 많은 귀족들이 그에게로 모여들었다. 다음날, 알프레드는 일리 오크, 에단둔으로 위치를 옮겼다. 그는 이교도 전군에 맞서 치밀한 방패벽을 형성하고 오랫동안 용감하게 분투하며 마침내 승리를 거뒀다. 또한, 엄청난 학살로 이교도들을 쓰러뜨리고 도망자들을 때려부수고, 요새까지 쫓아갔다. 승리 후, 덴마크군이 요새로 피난을 갔을 때, 웨스트 색슨군은 덴마크군이 출격할 수 있는 모든 식량을 제거하고 기다렸다. 2주 후, 굶주린 덴마크인들은 알프레드에게 평소와 같이 "즉각 그의 왕국을 떠날 것이라는 엄숙한 맹세들"을 주면서 평화를 호소했지고, 추가로 구스룸은 세례를 받을 것이라고 약속했다. 이 조약과 웨어햄과 엑세터 조약의 주요 차이점은 알프레드가 에딩턴에서 덴마크인들을 막기는커녕 결정적으로 패배시켰다는 점이었고, 따라서 그들이 조약의 조건을 지킬 가능성이 더 높아졌다.
알프레드가 승리한 주된 이유는 아마도 양군의 상대적 규모였을 것이다. 같은 해에 데본의 사람들이 신위트 전투에서 우베 라그나손 휘하의 군대를 물리쳤다는 것을 증명했듯, 한 명의 주(shire)라도 강력한 전투력이 될 수 있었다. 게다가 875년에 구스룸은 이바르와 웁바를 포함한 다른 덴마크 영주들의 지지를 잃었다. 덴마크군은 이스트앵글리아와 머시아에서 엑세터 조약과 치펜햄 공격 사이에 웨식스를 공격하기 전에 이 땅에 정착했다. 내부 분열은 덴마크인들을 분열시킬 위험이 있었고, 그들은 재정비할 시간이 필요했다. 하지만 웨섹스에게는 다행스럽게도, 그들은 이용 가능한 시간을 효과적으로 사용하지 않았다.

## 전투 결과

England, 878

전투 3주 후, 구스룸은 앨러 인 서머셋에서 알프레드와 함께 세례를 받았다. 강제 개종은 알프레드가 구스룸을 기독교 윤리 강령에 가두어 덴마크인들이 동의한 모든 조약을 준수할 수 있도록 하려는 시도였을 가능성이 있다. 개종한 구스룸은 애설스탠이라는 세례명을 받았다.
웨드모어 조약에 따라 개종한 구스룸은 웨식스를 떠나 이스트앵글리아로 돌아가야 했다. 879년, 바이킹 군대는 치펜햄을 떠나 머시아 왕국에 있는 시엔세스터로 가서 1년 동안 그곳에 머물렀다. 이듬해 군대는 이스트앵글리아로 가서 정착했다. 또한 879년, 또 다른 바이킹 군대는 템스 강을 거슬러 올라가 미들섹스의 풀럼에서 겨울을 났다. 이후 몇 년 동안 이 덴마크 파벌은 알프레드의 세력과 여러 차례 조우했다. 그러나 알프레드는 군대를 개혁하고 부르스라고 알려진 요새화된 도시 체계를 구축함으로써 이러한 위협을 막는데 성공했다. 구스룸은 890년 죽을 때까지 이스트앵글리아에서 왕으로 군림했고, 비록 이 시기가 항상 평화롭지는 않았지만, 그는 위협으로 여겨지지 않았다.
886년 알프레드와 구스룸 조약으로 두 왕국의 경계선이 확정되었다. 머시아 왕국은 알프레드 웨식스와 구스룸의 이스트앵글리아로 나뉘었다. 이 협정은 또한 덴마크 이스트앵글리아와 웨식스의 동등한 사회 계층을 정의했다. 이를 통해 두 국민 사이의 갈등을 최소화하고 상거래를 규제할 수 있는 틀을 제공하려고 노력했다. 구스룸이 기독교로 개종한 것을 얼마나 심각하게 받아들였는지는 분명하지 않지만, 그는 세례명 애설스탠(Athelstan)이라는 이름으로 알프레드 양식의 동전을 주조한 최초의 잉글랜드 왕국 통치자였다. 9세기 말, 모든 영-덴마크 통치자들은 동전을 주조하고 있었다. 10세기에 이르러 앵글로-색슨인의 왕위 계승 모델은 앵글로-덴마크 지도부에 의해 보편적으로 채택된 것으로 보인다.
에딩턴 전투에서 구스룸이 패배한 후, 알프레드는 웨식스에서 군사적 의무에 대한 개혁으로 바이킹들의 성공적인 약탈을 점점 더 어렵게 만들었다. 896년까지 바이킹들은 이스트앵글리아로 가는 것을 포기했고 다른 사람들은 노섬브리아로 가는 것을 포기했다. 바이킹의 위협이 억제된 것은 알프레드 치세였다. 그러나 군사 개혁의 체계와 에드워드 대왕에 의해 도입된 부르갈 히데이지(Burghal Hidage)는 알프레드의 후계자들이 데인족이 잉글랜드 북부에 점령한 영토를 되찾을 수 있게 해주었다.

## 참고 문헌
1. ↑  “Alfred the Great and The Battle of Edington”. 《STMU History Media》. 2020년 11월 7일. 2021년 2월 12일에 원본 문서에서 보존된 문서. 2021년 1월 21일에 확인함.
2. ↑  Eric Niderost. “Viking Tide: Alfred the Great during the Danish Invasions”. 《Warfare History Network》. 2021년 1월 21일에 확인함.

- "The Anglo-Saxon Chronicle: An Electronic Edition (Vol 1) literary edition". Tony Jebson. Retrieved 4 March 2012.
- "Domesday Map Online". Hull University. Archived from the original on 21 March 2015. Retrieved 4 March 2012.
- Ables, Richard P (1988). Alfred the Great: War, Kingship and Culture in Anglo-Saxon England. Abingdon, Oxon: Routledge. ISBN 0-582-04048-5
- Asser (1983). "Life of King Alfred". In Keynes, Simon; Lapidge, Michael(eds.). Alfred the Great: Asser's Life of King Alfred & Other Contemporary Sources. Penguin Classics. ISBN 978-0-14-044409-4.
- Attenborough, F.L. Tr, ed. (1922). The laws of the earliest English kings. Cambridge: Cambridge University Press.
- Brayley, Edward Wedlake, ed. (1834). The graphic and Historical Illustrator. London: J.Chidle.
- Garmonsway, G. N., ed. (1972). The Anglo-Saxon Chronicle. London: Dent. ISBN 0-460-11624-X.
- Giles, J.A. (1914). The Anglo-Saxon Chronicle. London: G. Bell and Sons Ltd. - via Wikisource.
- Gransden, Antonia (1996). Historical Writing in England: c. 500 to c. 1307. London: Routledge. ISBN 0-415-15124-4.
- Greswell, William H. P. (1910). The story of the Battle of Edington. Taunton: The Wessex Press.
- Horspool, David (2006). Why Alfred Burned the Cakes. London: Profile Books. ISBN 978-1-86197-779-3.
- Jones, Gwyn (1984). A History of the Vikings. Oxford: Oxford University Press. ISBN 0-19-215882-1.
- Kelly, S.E; Miller, Sean. "The Electronic Sawyer an online version of the revised edition of Sawyer's Anglo-Saxon Charters section one [S 1-1602]". London: Kings College. Retrieved 19 December 2012.
- Lavelle, Ryan (2010). Alfred's Wars Sources and Interpretations of Anglo-Saxon Warfare in the Viking Age. Woodbridge, Suffolk: Boydel Press. ISBN 978-1-84383-569-1.
- Lysons, Daniel; Lysons, Samuel (1806). Magna Britannia being a concise topographical account of the several counties of Great Britain. Vol. 1. Bedfordshire, Berkshire, Buckinghamshire. London: T.Cadell and W.Davies.
- Miller, Sean (ed.). "The New Regesta Regum Anglorum". British Academy - Royal Historical Society. Archived from the original on 27 September 2011. Retrieved 4 March 2012.
- Parker, Joanne (2007). 'England's Darling'. Manchester: Manchester University Press. ISBN 978-0-7190-7356-4.
- Thurnam, John (1857). "On the Barrow at Lanhill near Chippenham; and on the Battles of Cynuit and Ethandun". Wiltshire Archaeological and Natural History Magazine. 3 (7): 67–86 – via Biodiversity Heritage Library.
- Poulett Scrope, G. (1858). "The Battle of Ethandun". Wiltshire Archaeological and Natural History Magazine. 4 (12): 298–306 – via Biodiversity Heritage Library.
- "Battle of Ethandun". United Kingdom National Inventory of War Memorials. Retrieved 21 May 2010.
- Sawyer, Peter (2001). The Oxford Illustrated History of the Vikings. 3rd Edition. Oxford: OUP. ISBN 0-19-285434-8.
- Smyth, Alfred P. (1995). King Alfred the Great. Oxford: Oxford University Press. ISBN 0-19-822989-5.
- Smyth, Alfred P. (2002). The Medieval Life of King Alfred the Great: A Translation and Commentary on the Text Attributed to Asser. Basingstoke, Hampshire: Paulgrave Houndmills. ISBN 0-333-69917-3.
- Stevenson, William Henry, ed. (1904). Asser's Life of King Alfred together with the annals of Saint Neots erroneously ascribed to Asser. Oxford: Clarendon Press.
- Stevenson, W H (15 September 1906). "The Battle of Ethandun". The Athenaeum Journal. London: J.C.Francis and J.E.Francis. 4116: 303–304.
- Vergil, Polydore (1555). Sutton, Dana F (ed.). "Angelica Historia (Online Ed.)". Hosted by University of Birmingham. Retrieved 5 March 2012.
- Whitaker, John (1809). The Life of Saint Neot the oldest of all brothers to King Alfred. London: John Joseph Stockwell.
- Wood, Michael (2005). In Search of the Dark Ages. London: BBC. ISBN 978-0-563-52276-8.
- Yorke, Barbara (1997). Kings and Kingdoms of Anglo-Saxon England. London: Routledge. ISBN 0-415-16639-X.